# Христианство в Северной Осетии

## История
По преданию, упомянутому Дмитрием Ростовским в его «Житиях святых», апостол Андрей Первозванный, проповедуя христианство в I веке, посетил «страну Аланов».
Согласно монографии кавказоведа академика Н. Я. Марра «Крещение армян, грузин, абхазов и аланов святым Григорием (арабская версия)», крещение святым Григорием Просветителем царя Армении Трдата III, царей абхазов, грузин и алан произошло в начале IV века. Во время поездки на Синай в 1902 году в библиотеке монастыря Святой Екатерины он изучил арабскую рукопись, посвящённую мученичеству святых Григория и Рипсимии (арм. Рипсимэ).
Рукопись гласит:
«И когда исполнилось тридцать дней, и клир был в соборе у него, то он (Григорий) взял весь народ и повёл к реке Евфрату около царева города, называемого Багаваном: число их было триста семьдесят тысяч, царь Тиридат, царь абхазов, царь аланов и все князья и главы народов и племён и все их подвластные и множество слуг, и мужчины, женщины и дети.〈…〉Григорий, стоя на берегу реки, велел им снять с себя одежды, прежде всего царю Тиридату, и с ним трём царям и его князьям и освятил их миром и крестом. В это время сделалось чудо, ибо река перестала течь и затихла, волны остановились; он возложил руку на их головы, погрузил их в воду священной десницей троекратным погружением и крестил их во имя Отца, Сына и Святого Духа».
Супругой армянского царя Трдата III, провозгласившего христианство государственной религией Армении в 301 году, по свидетельствам многочисленных армянских источников, была аланская царевна, а позже армянская царица Ашхен (арм. Ašxen — от аланского имени Æxsinæ; xsin — «госпожа»). Первое упоминание о царице встречается у средневекового армянского историка Мовсеса Хоренаци, назвавшего имя её отца, аланского царя Ашхадара. Ашхен сыграла важную роль в решении царя Трдата III сделать Армению христианским государством. Супруга царя и его сестра  Хосровидухт крестились первыми. Таким образом, Ашхен стала первой в истории христианской царицей. Впоследствии она оказала значительное содействие в распространении христианства на территории всей страны. Царица Ашхен и сестра царя Хосровидухт канонизированы Армянской апостольской церковью.
Официальное, так называемое великое крещение Алании, под которым понимается совокупность связанных между собой процессов, таких как учреждение канонической церковной структуры (епархии), крещение правителя страны, начало массового обращения алан в христианство, произошло в начале X века. В 916 году Константинопольский патриарх Николай Мистик учреждает Аланскую митрополию.
Первый архиепископ Аланский Пётр прибыл из Константинополя в 914 году.
Со второй половины X века устанавливаются прочные политические, экономические и культурные контакты Алании с Византийской империей, подкреплённые династическими браками. Следующий этап их отношений символизирует возведение монументальных храмов в центре Аланской митрополии — Нижне-Архызском городище. В 965 году состоялось освящение Сентинского храма, точно датируемого благодаря строительной надписи на стене.
Три аланских храма (IX—Х), сохранившиеся до наших дней, являются древнейшими христианскими храмами (осет. Аргъуан) на территории России. Благодаря христианству у осетин появляется письменность на основе греческого алфавита (Зеленчукская надпись).
В 4-й четверти XIII века происходит объединение Зихской и Аланской митрополий, которое сопровождается уходом христианского населения в Сарайскую митрополию. После падения Византии и крушения Аланской государственности под натиском варварваров-кочевников население подверглось почти полному уничтожению, а христианство регрессировало к народному обычаю.
В числе святых мучеников христианской церкви известно несколько десятков алан и осетин. Например, семнадцать вельмож во главе с Баракадом (в крещении Сухий, арм. Сукиас, греч. Исихий) перешли в христианство в Армении в начале новой эры и приняли казнь за отступничество от веры предков. В XII веке жил Святой Христодул-Философ, побеждавший оппонентов христианства в духовных спорах. В начале XIV века в Сирии за несгибаемую веру во Христа был казнён святой Николай Туальский.
Весной 1745 года в Осетию прибыла Осетинская русская православная духовная комиссия во главе с архимандритом Пахомием. Новое крещение ознаменовало духовное пробуждение Осетии. В 1793 году российским правительством была учреждена Моздокско-Маджарская викарная епархия, которая в 1799 году была упразднена. В 1875 году учреждена викарная Владикавказская епархия при Грузинском экзархате, которая с 1894 года обрела самостоятельность.
Перевод Евангелий на осетинский язык появился в 1861 году.

## Народное христианство
В центре религиозных церемоний была семейная трапеза, где роль молитв выполняли тосты и застольные песни религиозного характера.
Особая роль отводилась святилищам (дзуар), где совершались моления, жертвоприношения и торжества (куывд). Жрецом дзуара (дзуари-лаг) прежде всегда был старший в роде. Когда приходят к месту дзуара, мужчины отделяются от женщин и говорят между собою сначала не иначе, как шёпотом.

## Христианские конфессии
В настоящее время кроме православия в Осетии распространён католицизм и протестантизм (баптизм, лютеранство), а также неохристианские течения (адвентисты седьмого дня, пятидесятники).

## Христианские народы
Православные народы Осетии:
- осетины, русские (и в том числе казаки), грузины, украинцы, греки, армяне, ассирийцы, православные Моздокские кабардинцы, гагаузы (в Моздокском районе), удины, белорусы, сербы, болгары, цыгане.

Католические народы Осетии:
- поляки, армяне-католики, русские, белорусы, грузины-католики, осетины.

Армянская апостольская церковь:
- армяне-григорияне.

Протестанты Осетии:
- русские, осетины, грузины, украинцы, немцы, поляки, армяне, корейцы Моздокского района.

## Праздники
- Доныскъæфæн — Крещение Господне.
- Тутыртæ — Фёдоровы дни (начало Великого поста)
- Зазхæссан — Вербное воскресение
- Куадзæн — Пасха.
- Зæрдæвæрæн — Вознесение Господне.
- Кæрдæгхæссæн — Троица.
- Дауджытæ — 1 вс. после Троицы.
- Тбау-Уацилла — 2 вс. после Троицы, день Ильи-пророка.
- Кæхцгæнæн — 3 вс. после Троицы, детский праздник.
- Майрæмы куадзæн — 28 августа (осет. Майрæмы мæй), Успение Пресвятой Богородицы
- Фыд Иуане — Усекновение главы Иоанна Крестителя, 4 сентября
- Ичъына — Покров, ок. 2 октября — 6 недель перед Джеоргуба.
- Джеоргуба — 13 ноября, праздник святого Георгия Победоносца, сбор урожая
- Цыппурс — Рождество Христово, декабрь.